# ブルキナファソの鉄道
ブルキナファソの鉄道では、ブルキナファソにおける鉄道について記す。

## 鉄道史

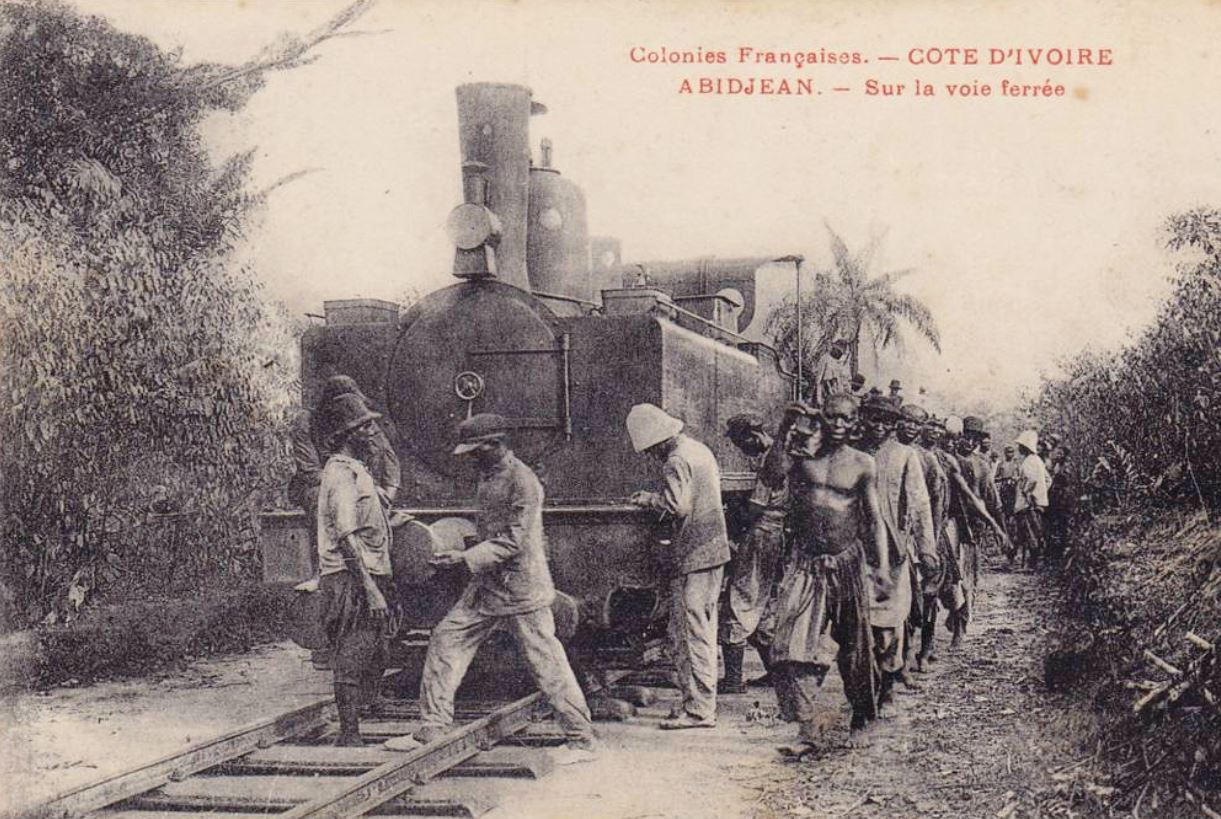
フランス植民地政府によるアビジャン・ワガドゥグー鉄道の開業（1910年頃）

フランスの植民地統治下のフランス領西アフリカの鉄道路線としては、1890年から1910年に沿岸部と内陸部を結ぶという計画がフランス総督府によって決定されたが、第一次世界大戦によって建設が中止された。
1903年末にコートジボワールのアビジャンからフランス軍の工兵部隊によって建設が開始され、将来の「アビジャン・ワガドゥグー鉄道」は、その後工事が継続され1932年に仏領オートボルタ植民地（1919年創設）の国境にある630キロポスト地点まで建設された。これはブルキナファソにおける初の鉄道網の創設で、イェンデレ駅（641キロポスト）とニアンゴロコ駅（651キロポスト）からスタートし、1934年2月の開業時の終着駅はボボ・ディウラッソ駅（796キロポスト）であった。
第二次世界大戦が勃発し、建設工事は再び停滞・停止し、1946年に工事再開。ボボ・ディウラッソと首都ワガドゥグーを結ぶ区間はベレバ、ポンポイ、クードゥグーで4区画に分割され、コートジボワールの企業が入札に参加し建設された。この路線は1954年10月23日にワガドゥグーまで完成した。この鉄道網を管理する新組織として、ダカールに本部を置くAOF鉄道公社（Régie fédérale des Chemins de fer de l'AOF）が創設された。1960年8月のオートボルタ（1984年にブルキナファソとなる）独立に伴い、この鉄道はオートボルタ政府とコートジボワール政府との合弁管理会社であるアビジャン・ニジェール鉄道（RAN）の管理下に入った。当時は、毎日の旅客輸送がこの路線の事業の柱であった。
1985年、ワガドゥグーからジテンガ駅のあるベンドゴまでを結ぶ約50kmの区間で、トマ・サンカラが地元住民によるレール敷設を呼びかけ、カヤ（そしてさらに最終的にはニジェールを目指そうとした）への延長が実現した。理論上、一時的な終着駅として建設されたカヤ駅まで基本の線路が敷設された。しかし、この区間は1989年以降使用されておらず（1995年から1998年にかけて一時的に運行が再開されたが）、草木に覆われている。
1980年代には、トラック輸送との競争や経営不振により運輸部門の状況は悪化した。1993年、深刻な経済危機に見舞われていたコートジボワールとブルキナファソ政府は、国際通貨基金と世界銀行の勧告に従い、入札募集を通じてRANの民営化を開始した。1995年9月、ブルキナファソ政府は、コートジボワールのアビジャンに本社を置くボロレ・グループ（33％）の子会社で、67％が出資するシタレール（Sitarail、仏語：Société internationale de transport africain par le rail）に同路線の事業運営の契約を締結した。ボロレ・グループ（33％）、マースク（18％）、アビジャン証券取引所（16％）が出資した合弁事業会社（合計67%）と、コートジボワールとブルキナファソの政府がそれぞれ15％、現地従業員が3％出資している。その後、貨物輸送が大きく伸びたが、旅客輸送（2000年代末には売上高の20％を占めるに過ぎなかった）が減少し、同社にとって採算が合わなくなった多くの駅が閉鎖されるに至っている。
2017年、シタレールはマンガン輸出のため、カヤから先のタンバオまでの軌道の改修・継続に合意した。また2023年までに年間100万トンの物資と30万人の旅客を輸送できるようにすることを目標としている。2018年に、鉄道車両、駅、線路への4億ユーロの投資と引き換えにこの事業継続の事業権が更新された。
2019年には、国際コンソーシアムが主導する（中国、ロシア、ヨーロッパの企業が建設コンペを行う）新しい鉄道路線のプロジェクトが、ギニア湾のアビジャン港へ物資を輸送する代替輸送路として、ワガドゥグーとガーナをアクラ経由で結ぶ区間を建設する旨、検討・計画されている。

## 事業者
- アビジャン・ニジェール鉄道：上記のアビジャン・ワガドゥグー鉄道の正式名称。

## 隣接国との鉄道接続状況
- コートジボワール - （バンフォラ - ワンゴロドゥーグー（英語版）） - 同じ狭軌を採用1,000 mm
- マリ共和国 - 接続なし
- ニジェール - 接続なし
- ベナン - 接続なし
- トーゴ - 接続なし
- ガーナ - 接続なし